# Philip Holiday
Philip James Holiday (ur. 23 maja 1970 r.) – południowoafrykański bokser, były mistrz świata IBF w kategorii lekkiej.

## Kariera zawodowa
Jako zawodowiec zadebiutował 18 kwietnia 1991 r., nokautując w debiucie Timothy’ego Kabene. Do końca 1994 r., Holiday stoczył jeszcze 23 wygrane walki, pokonując m.in. byłego mistrza świata kategorii supermuszej, Bebisa Jose Rojasa.
19 sierpnia 1995 r., Holiday dostał walkę o wakujące mistrzostwo świata IBF w kategorii lekkiej. Jego rywalem był kolumbijski bokser Miguel Julio. Holiday zdobył pas, pokonując Kolumbijczyka przez techniczny nokaut w 10. starciu, mając go w tej rundzie na deskach. 4 listopada przystąpił do pierwszej obrony mistrzostwo, mając za rywala Amerykanina Rocky’ego Martineza. Holiday zdominował rywala, zwyciężając przed swoją publicznością jednogłośnie na punkty (118-111, 120-108, 117-111).
17 lutego 1996 r. przystąpił do kolejnej, drugiej obrony mistrzowskiego tytułu. Jego rywalem był Amerykanin John Lark. Holiday zwyciężył przez techniczny nokaut w 10. rundzie, broniąc pas. W następnej obronie, 18 maja jego rywalem był, były mistrz świata trzech kategorii wagowych Jeff Fenech. Holiday niespodziewanie łatwo pokonał Australijczyka, nokautując go w 2. rundzie. 19 października, w kolejnej obronie mistrzostwa zmierzył się z Meksykaninem Joelem Diazem. Holiday zwyciężył jednogłośnie na punkty (119-108, 119-110, 119-110), broniąc pas po raz 4. Do kolejnej obrony przystąpił 21 grudnia, a jego rywalem był niepokonany Amerykanin Ivan Robinson. Holiday totalnie zdominował przeciwnika, wygrywając wysoko na punkty (118-110, 117-111, 116-112). Przy tej walce, Holiday doprowadził do celu aż 555 ciosów, co jest rekordem celnych uderzeń w walce o mistrzowski tytuł.
16 maja 1997 r., Holiday wyszedł do ringu, by po raz kolejny przystąpić do obrony pasa IBF. Jego rywalem był Amerykanin Pete Taliaferro, który w 1995 r. walczył o mistrzostwo w kategorii superpiórkowej, przegrywając z Regilio Tuurem. Taliaferro był liczony już w pierwszej rundzie, ale zdołał się pozbierać i w drugiej doprowadził do pierwszego liczenia Philipa w karierze. Ostatecznie po wyrównanej batalii, niejednogłośnie zwyciężył (115-111, 111-115, 115-111) Holiday, udanie broniąc pas. 2 sierpnia doszło do jego spotkania z niepokonanym Shane’em Mosleyem. Mosley był niepokonany w 23 walkach, a 22 zakończył przez nokaut. Po wyrównanym pojedynku, jednogłośnie na punkty (116-113, 117-111, 115-114) zwyciężył Mosley, zadając południowoafrykańskiemu bokserowi pierwszą porażkę w karierze i odbierając mu tytuł.
Po utracie tytułu, Holiday nie zdołał powrócić do wielkich walk. Holiday stoczył kilkanaście pojedynków, walcząc o mniej znane tytuły m.in.: WBU, IBC. Na ring niespodziewanie wrócił 18 marca 2010 r., przegrywając z Australijczykiem Samuelem Colombanem w walce o tytuł WBO Oriental. 10 czerwca wyszedł do ringu ponownie i zdobył mistrzostwo Australii w kategorii junior średniej, pokonując Jasona Kanofskiego.